# Metronóm ’77
A Metronóm ’77 egy könnyűzenei dalverseny volt, amelyet 1977. július 9. és 30. között rendeztek meg szombatonként a Nemzeti Színházban (a mai Magyar Színház). A versenyt a Magyar Televízió közvetítette. A műsorvezető Antal Imre volt. 
Ez volt az első dalverseny a klasszikus 1966–72-es táncdalfesztivál korszak óta. Újításként ezen a versenyen a szólisták és együttesek külön kategóriában versenyeztek.
Az első díjat szólisták között Katona Klári Tíz percet az évekből című száma nyerte el, az együtteseknél az Illés–együttes Hogyha egyszer című dala nyert.
A díjakat az augusztus 6.-ai gálaműsoron adták át, ahol több külföldi vendégelőadó is fellépett (köztük az előző évben Eurovíziós Dalfesztiválon győztes brit Brotherhood of Man is).

## Formátum
|                          |                                                           |
| Katona Klári (szólista)  | Az újjáalakult Illés-együttes Serfőző Anikóval (együttes) |
| A Metronóm ’77 győztesei |                                                           |

A műsor – hasonlóan a korábbiakhoz – három elődöntőből és egy döntőből állt. Újításként vezették be, hogy a szólisták és az együttesek külön kategóriában versenyeztek. A három elődöntő pontjainak összesítése alapján a legtöbb pontot kapó hat szólista illetve hat együttes jutott be a döntőbe. Hozzájuk csatlakozott még 1-1 szólista és együttes a közönségszavazatok alapján.
A kialakult döntős mezőnyben így két kategóriában hirdettek a végén győztest. 

### Szavazás
Az elődöntőkben tíz, az ország különböző pontjain összeállított társadalmi zsűri pontozott. Az egyes társadalmi zsűri 20 főből állt. A zsűritagok minden előadást 1-től 10-ig pontoztak.

A társadalmi zsűrik listája:
- Budapesti társadalmi zsűri[1]
- Centrum Áruház (Szeged)
- Ezüstpart SZOT üdülő (Siófók)
- Ifjúsági Ház (Pécs)
- Kék Duna TSZ (Fajsz)
- KISZ építőtábor (Törökbálint)
- Kohász Művelődési Központ (Salgótarján)
- Szőlészeti és Borászati Kutatóintézet (Kecskemét)
- Szőnyi Márton Határőr Ifjúsági Klub (Szombathely)
- Videoton Klub (Székesfehérvár)

A döntőben nemzetközi zsűri pontozott. A nemzetközi zsűriben a magyarok mellett 12 külföldi zsűritag is szerepelt (többségük az adott ország köztelevíziójának a delegáltjai voltak). Nagyjából fele-fele arányban voltak képviselve a Vasfüggönyön innen és túl lévő országok. A zsűritagok minden előadást 1-től 10-ig pontoztak.

A magyar tagok a nemzetközi zsűriben:
- Adamis Anna, szövegíró
- Almási Éva, színművész
- Balázs Árpád, zeneszerző
- Bali György, az ORI igazgatója
- Baranyi Ferenc, az MTV Szórakoztató és Zenei Főosztályának helyettes vezetője
- Beck László, az MHV művészeti igazgatóhelyettese
- Csarnóy Katalin, táncművész
- Fényes Szabolcs, zeneszerző, a nemzetközi zsűri elnöke
- Gyöngy Pál, zeneszerző
- Horváth József, a Nemzetközi Koncertigazgatóság igazgatója
- Keszler Pál, a Kulturális Minisztérium Színház-, Zene és Táncművészeti Főosztályának helyettes vezetője
- Körmendi Vilmos, zeneszerző
- Mészáros József, a Kultúra Külkereskedelmi Vállalat főosztályvezetője
- Dr. Móra Imre, a Szerzői Jogvédő Iroda fősztályvezetője
- Sarlós László, a Zeneműkiadó Vállalat igazgatója
- Szentkúti Pál, a MR Szórakoztató Zenei Osztályának vezetője
- Szörényi Levente, énekes–zeneszerző
- Vámosi János, táncdalénekes

Az elődöntőkben szerepet kapó társadalmi zsűrik a döntőben csak egy produkciót (szólista vagy együttes) jelölhettek. Ennek a szavazásnak a győztese kapta meg a társadalmi zsűri különdíját.

## Elődöntők

### 1. elődöntő
| #   | Előadó               | Dal címe                           | Zene és szöveg               | Pontszám |
| --- | -------------------- | ---------------------------------- | ---------------------------- | -------- |
| 1.  | Generál              | Különös szilveszter                | Várkonyi Mátyás–Miklós Tibor | 1308     |
| 2.  | Zsóri Kati           | Átlátok a szemüvegeden             | Hajdú Sándor–Bradányi Iván   | 956      |
| 3.  | M7                   | Úgy kérj, hogy adjak még           | Tardos Péter                 | 1283     |
| 4.  | Józsa Éva            | A végtelenből jöttél               | Gábor S. Pál–Tardos Péter    | 1286     |
| 5.  | Kék Csillag együttes | Mindig nézz a tükörbe              | Szakály László–Futár András  | 1141     |
| 6.  | Monyók Gabi          | Ezüstkék autó                      | Ihász Gábor–Monyók Gabi      | 1304     |
| 7.  | Piramis              | Égni kell annak, aki gyújtani akar | Gallai Péter–Som Lajos       | 1450     |
| 8.  | Horváth Attila       | Bűvös léghajó                      | Horváth Attila–Futár András  | 1152     |
| 9.  | Bontovics Kati       | Bennem ég a vágy                   | Sipos Endre–Bontovics Kati   | 1042     |
| 10. | Illés-együttes       | Hogyha egyszer                     | Illés Lajos–Görgey Gábor     | 1807     |
| 11. | Cserháti Zsuzsa      | Táncos lányok                      | Novai Gábor–Miklós Tibor     | 1214     |
| 12. | Delhusa Gjon         | Érintsd meg a szívem               | Delhusa Gjon                 | 1447     |

### 2. elődöntő
| #   | Előadó             | Dal címe                             | Zene és szöveg               | Pontszám |
| --- | ------------------ | ------------------------------------ | ---------------------------- | -------- |
| 1.  | Sprint együttes    | Szó, ami szó                         | Fülöp Ervin–Komár László     | 1144     |
| 2.  | Payer András       | Ugye, volt így már?                  | Payer András–Vándor Kálmán   | 1161     |
| 3.  | Periszkóp együttes | Miért lesznek a szép percekből órák? | Balázs Gábor–Bradányi Iván   | 1010     |
| 4.  | Szűcs Judit        | Táncolj még                          | Delhusa Gjon                 | 1513     |
| 5.  | Corvina            | Álmaimban                            | Szigeti Ferenc–Soltész Rezső | 1699     |
| 6.  | Kristóf Mária      | Fényes utcán                         | Gábor S. Pál                 | 1331     |
| 7.  | Apostol            | Te úgy mentél el                     | Németh Zoltán–Szenes Iván    | 1404     |
| 8.  | Mixtay Melinda     | Éj van                               | Gáti István–Mixtay Melinda   | 957      |
| 9.  | V’73               | Csak egy pillanat                    | Lerch István–Demjén Ferenc   | 1196     |
| 10. | Karda Beáta        | Bolond mesék                         | Gallai Péter–Som Lajos       | 1337     |
| 11. | Kaszakő együttes   | A csapkodó szárnyú repülő            | László Attila–Gaskó Mátyás   | 936      |
| 12. | Katona Klári       | Tíz percet az évekből                | Demjén Ferenc                | 1616     |
| 13. | Gemini             | Álomvonat                            | Markó András–Heilig Gábor    | 1318     |
| 14. | Neoton Familia     | Hívlak                               | Jakab György–Galácz Lajos    | 1588     |

### 3. elődöntő
| #   | Előadó                      | Dal címe                          | Zene és szöveg                            | Pontszám |
| --- | --------------------------- | --------------------------------- | ----------------------------------------- | -------- |
| 1.  | Interbrass együttes         | Minden dal a dalom                | Tomsits Rudolf–Berki Tamás                | 860      |
| 2.  | Juventus                    | Kapaszkodj                        | Pataki László–Miklós Tibor                | 1098     |
| 3.  | Ihász Gábor                 | Múlnak a gyermekévek              | Ihász Gábor–S. Nagy István                | 1548     |
| 4.  | Mini                        | Minden változó                    | Németh Károly–Török Ádám                  | 1038     |
| 5.  | Vincze Viktória             | Ami elmúlt egyszer                | Gábor S. Pál                              | 1103     |
| 6.  | Syrius                      | Szép az élet                      | Pataki László–Futár András–S. Nagy István | 1095     |
| 7.  | Torontáli István            | Már csak emlékemben él            | Torontáli István–Bradányi Iván            | 1216     |
| 8.  | Hungária                    | Boldogan élj, amíg meg nem halsz  | Fenyő Miklós–Sipos Péter                  | 1650     |
| 9.  | Eszményi Viktória           | Ennyi maradt a nyárból            | Latzin Norbert–Heilig Gábor               | 1206     |
| 10. | Color                       | Fényes kövek                      | Bokor Tibor–Gulyás Péter Pál              | 1540     |
| 11. | Harangozó Teri              | Szeretném, ha féltékenyebb volnál | Jakab György–Galácz Lajos                 | 842      |
| 12. | Mikrolied–Beatrice együttes | Gyáva Ádám                        | Szigeti Edit                              | 1280     |
| 13. | Máté Péter                  | Együttlét                         | Máté Péter–S. Nagy István                 | 1422     |
| 14. | Kati és a Kerek Perec       | Egy dal neked                     | Nagy Kati–Soltész Rezső                   | 1575     |
| 15. | Bódy Magdi                  | Rázd meg magad                    | Szigeti Edit                              | 1271     |

| Elődöntők összesítése | Elődöntők összesítése       | Elődöntők összesítése                | Elődöntők összesítése                     | Elődöntők összesítése |
| #                     | Előadó                      | Dal címe                             | Zene és szöveg                            | Pontszám              |
| --------------------- | --------------------------- | ------------------------------------ | ----------------------------------------- | --------------------- |
| 1.                    | Illés-együttes              | Hogyha egyszer                       | Illés Lajos–Görgey Gábor                  | 1807                  |
| 2.                    | Corvina                     | Álmaimban                            | Szigeti Ferenc–Soltész Rezső              | 1699                  |
| 3.                    | Hungária                    | Boldogan élj, amíg meg nem halsz     | Fenyő Miklós–Sipos Péter                  | 1650                  |
| 4.                    | Katona Klári                | Tíz percet az évekből                | Demjén Ferenc                             | 1616                  |
| 5.                    | Neoton Familia              | Hívlak                               | Jakab György–Galácz Lajos                 | 1588                  |
| 6.                    | Kati és a Kerek Perec       | Egy dal neked                        | Nagy Kati–Soltész Rezső                   | 1575                  |
| 7.                    | Ihász Gábor                 | Múlnak a gyermekévek                 | Ihász Gábor–S. Nagy István                | 1548                  |
| 8.                    | Color                       | Fényes kövek                         | Bokor Tibor–Gulyás Péter Pál              | 1540                  |
| 9.                    | Szűcs Judit                 | Táncolj még                          | Delhusa Gjon                              | 1513                  |
| 10.                   | Piramis                     | Égni kell annak, aki gyújtani akar   | Gallai Péter–Som Lajos                    | 1450                  |
| 11.                   | Delhusa Gjon                | Érintsd meg a szívem                 | Delhusa Gjon                              | 1447                  |
| 12.                   | Máté Péter                  | Együttlét                            | Máté Péter–S. Nagy István                 | 1422                  |
| 13.                   | Apostol                     | Te úgy mentél el                     | Németh Zoltán–Szenes Iván                 | 1404                  |
| 14.                   | Karda Beáta                 | Bolond mesék                         | Gallai Péter–Som Lajos                    | 1337                  |
| 15.                   | Kristóf Mária               | Fényes utcán                         | Gábor S. Pál                              | 1331                  |
| 16.                   | Gemini                      | Álomvonat                            | Markó András–Heilig Gábor                 | 1318                  |
| 17.                   | Generál                     | Különös szilveszter                  | Várkonyi Mátyás–Miklós Tibor              | 1308                  |
| 18.                   | Monyók Gabi                 | Ezüstkék autó                        | Ihász Gábor–Monyók Gabi                   | 1304                  |
| 19.                   | Józsa Éva                   | A végtelenből jöttél                 | Gábor S. Pál–Tardos Péter                 | 1286                  |
| 20.                   | M7                          | Úgy kérj, hogy adjak még             | Tardos Péter                              | 1283                  |
| 21.                   | Mikrolied–Beatrice együttes | Gyáva Ádám                           | Szigeti Edit                              | 1280                  |
| 22.                   | Bódy Magdi                  | Rázd meg magad                       | Szigeti Edit                              | 1271                  |
| 23.                   | Torontáli István            | Már csak emlékemben él               | Torontáli István–Bradányi Iván            | 1216                  |
| 24.                   | Cserháti Zsuzsa             | Táncos lányok                        | Novai Gábor–Miklós Tibor                  | 1214                  |
| 25.                   | Eszményi Viktória           | Ennyi maradt a nyárból               | Latzin Norbert–Heilig Gábor               | 1206                  |
| 26.                   | V’73                        | Csak egy pillanat                    | Lerch István–Demjén Ferenc                | 1196                  |
| 27.                   | Payer András                | Ugye, volt így már?                  | Payer András–Vándor Kálmán                | 1161                  |
| 28.                   | Horváth Attila              | Bűvös léghajó                        | Horváth Attila–Futár András               | 1152                  |
| 29.                   | Sprint együttes             | Szó, ami szó                         | Fülöp Ervin–Komár László                  | 1144                  |
| 30.                   | Kék Csillag együttes        | Mindig nézz a tükörbe                | Szakály László–Futár András               | 1141                  |
| 31.                   | Vincze Viktória             | Ami elmúlt egyszer                   | Gábor S. Pál                              | 1103                  |
| 32.                   | Juventus                    | Kapaszkodj                           | Pataki László–Miklós Tibor                | 1098                  |
| 33.                   | Syrius                      | Szép az élet                         | Pataki László–Futár András–S. Nagy István | 1095                  |
| 34.                   | Bontovics Kati              | Bennem ég a vágy                     | Sipos Endre–Bontovics Kati                | 1042                  |
| 35.                   | Mini                        | Minden változó                       | Németh Károly–Török Ádám                  | 1038                  |
| 36.                   | Periszkóp együttes          | Miért lesznek a szép percekből órák? | Balázs Gábor–Bradányi Iván                | 1010                  |
| 37.                   | Mixtay Melinda              | Éj van                               | Gáti István–Mixtay Melinda                | 957                   |
| 38.                   | Zsóri Kati                  | Átlátok a szemüvegeden               | Hajdú Sándor–Bradányi Iván                | 956                   |
| 39.                   | Kaszakő együttes            | A csapkodó szárnyú repülő            | László Attila–Gaskó Mátyás                | 936                   |
| 40.                   | Interbrass együttes         | Minden dal a dalom                   | Tomsits Rudolf–Berki Tamás                | 860                   |
| 41.                   | Harangozó Teri              | Szeretném, ha féltékenyebb volnál    | Jakab György–Galácz Lajos                 | 842                   |

## Döntő
Kategóriáján belül:        Győztes |       2. helyezett |       3. helyezett
| Kategória  | #   | Előadó                | Dal címe                           | Zene és szöveg               | Pontszám | Helyezés saját kategóriáján belül |
| ---------- | --- | --------------------- | ---------------------------------- | ---------------------------- | -------- | --------------------------------- |
| Szólisták  | 1.  | Máté Péter            | Együttlét                          | Máté Péter–S. Nagy István    | 263      | 2.                                |
| Szólisták  | 3.  | Bódy Magdi            | Rázd meg magad                     | Szigeti Edit                 | 200      | 7.                                |
| Szólisták  | 5.  | Katona Klári          | Tíz percet az évekből              | Demjén Ferenc                | 269      | 1.                                |
| Szólisták  | 7.  | Ihász Gábor           | Múlnak a gyermekévek               | Ihász Gábor–S. Nagy István   | 208      | 5-6.                              |
| Szólisták  | 9.  | Delhusa Gjon          | Érintsd meg a szívem               | Delhusa Gjon                 | 222      | 4.                                |
| Szólisták  | 11. | Szűcs Judit           | Táncolj még                        | Delhusa Gjon                 | 233      | 3.                                |
| Szólisták  | 13. | Karda Beáta           | Bolond mesék                       | Gallai Péter–Som Lajos       | 208      | 5-6.                              |
|            |     |                       |                                    |                              |          |                                   |
| Együttesek | 2.  | Neoton Familia        | Hívlak                             | Jakab György–Galácz Lajos    | 243      | 3.                                |
| Együttesek | 4.  | Kati és a Kerek Perec | Egy dal neked                      | Nagy Kati–Soltész Rezső      | 187      | 7.                                |
| Együttesek | 6.  | Piramis               | Égni kell annak, aki gyújtani akar | Gallai Péter–Som Lajos       | 208      | 6.                                |
| Együttesek | 8.  | Hungária              | Boldogan élj, amíg meg nem halsz   | Fenyő Miklós–Sipos Péter     | 236      | 4.                                |
| Együttesek | 10. | Corvina               | Álmaimban                          | Szigeti Ferenc–Soltész Rezső | 233      | 5.                                |
| Együttesek | 12. | Color                 | Fényes kövek                       | Bokor Tibor–Gulyás Péter Pál | 251      | 2.                                |
| Együttesek | 14. | Illés-együttes        | Hogyha egyszer                     | Illés Lajos–Görgey Gábor     | 279      | 1.                                |

## Díjazottak
|                                             | Szólisták kategória                             | Szólisták kategória                             | Szólisták kategória                             |                                                 | Együttesek kategória                            | Együttesek kategória                            | Együttesek kategória                            |
| Előadó                                      | Dal                                             | Zene és szöveg                                  | Előadó                                          | Dal                                             | Zene és szöveg                                  |                                                 |                                                 |
| ------------------------------------------- | ----------------------------------------------- | ----------------------------------------------- | ----------------------------------------------- | ----------------------------------------------- | ----------------------------------------------- | ----------------------------------------------- | ----------------------------------------------- |
| 1. díj                                      | Katona Klári                                    | Tíz percet az évekből                           | Demjén Ferenc                                   | Illés-együttes                                  | Hogyha egyszer                                  | Illés Lajos–Görgey Gábor                        |                                                 |
| 2. díj                                      | Máté Péter                                      | Együttlét                                       | Máté Péter–S. Nagy István                       | Color                                           | Fényes kövek                                    | Bokor Tibor–Gulyás Péter Pál                    |                                                 |
| 3. díj                                      | Szűcs Judit                                     | Táncolj még                                     | Delhusa Gjon                                    | Neoton Familia                                  | Hívlak                                          | Jakab György–Galácz Lajos                       |                                                 |
|                                             |                                                 |                                                 |                                                 |                                                 |                                                 |                                                 |                                                 |
| A társadalmi zsűri közönségdíja             | Ihász Gábor és Corvina                          | Ihász Gábor és Corvina                          | Ihász Gábor és Corvina                          | Ihász Gábor és Corvina                          | Ihász Gábor és Corvina                          | Ihász Gábor és Corvina                          | Ihász Gábor és Corvina                          |
| A sajtózsűri különdíja                      | Máté Péter                                      | Máté Péter                                      | Máté Péter                                      | Máté Péter                                      | Máté Péter                                      | Máté Péter                                      | Máté Péter                                      |
| A Magyar Hanglemezgyártó Vállalat különdíja | Neoton és Demjén Ferenc (Tíz percet az évekből) | Neoton és Demjén Ferenc (Tíz percet az évekből) | Neoton és Demjén Ferenc (Tíz percet az évekből) | Neoton és Demjén Ferenc (Tíz percet az évekből) | Neoton és Demjén Ferenc (Tíz percet az évekből) | Neoton és Demjén Ferenc (Tíz percet az évekből) | Neoton és Demjén Ferenc (Tíz percet az évekből) |
| A legjobb szövegötlet különdíja             | Generál                                         | Generál                                         | Generál                                         | Generál                                         | Generál                                         | Generál                                         | Generál                                         |
| A legjobb hangszerelés                      | Bágya András                                    | Bágya András                                    | Bágya András                                    | Bágya András                                    | Bágya András                                    | Bágya András                                    | Bágya András                                    |
| A Pesti Műsor különdíja                     | Katona Klári és a Piramis                       | Katona Klári és a Piramis                       | Katona Klári és a Piramis                       | Katona Klári és a Piramis                       | Katona Klári és a Piramis                       | Katona Klári és a Piramis                       | Katona Klári és a Piramis                       |

## Meghívott vendégelőadók
Minden adás végén gálaműsor volt, ahol a következő neves előadók léptek fel, 2-5 számból álló műsorukkal, élőben:
| 1. elődöntő | 2. elődöntő               | 3. elődöntő | Döntő                                                            | Gálaest                               |
| --- | ------------------------- | --- | ---------------------------------------------------------------- | ------------------------------------- |
| Skorpió - Piactér - Kelj fel, jó ember                                                                                | Aradszky László           | Sztevanovity Zorán - Egészen egyszerű dal - Apám hitte km. Locomotiv GT, Mikrolied vokál, Demjén Ferenc, Babos Gyula | Bergendy (ének: Delhusa Gjon) - Gyere, táncolj - Zenevonat       | Urszula Sipinska Uschi Brüning        |
| Korda György - Akkor voltam bolond én - A Nap kapujában km. Schöck Ottó, Mikrolied vokál, Herpai Sándor, Sáfár József | Sárosi Katalin            | Kovács Kati - El ne hagyd magad - Indián nyár km. V ’73, Koncz Tibor, Karácsony János                                | Koncz Zsuzsa - Nem kérek áldást - Előszó km. Beton együttes      | Mimi Ivanova Szvetlana Rezanova       |
| Zalatnay Sarolta és a Tinik (Postásy Júlia, Várszegi Éva) - Fák, virágok, fény - Könnyű álmot hozzon az éj km. V ’73  | Záray Márta, Vámosi János | Omega - A névtelen utazó - A könyvelő álma                                                                           | Locomotiv GT - A Kicsi, a Nagy, az Artúr és az Indián - Mindenki | Suncokret együttes Brotherhood of Man |
| Fonográf együttes - Levél a távolból - Dal az ártatlanságról                                                          | Expressz                  | |                                                                  |                                       |

## Érdekességek
A Metronóm ’77 egyik kislemezén a Jokers együttes is szerepelt az Őszre jár című dalukkal, de a fesztivál televíziós adásaiban mégsem vettek részt.